# Бажина, Серафима Никитична
Серафима Никитична Бажина (урождённая Алымова, в первом браке Бахметьева; 1839—1894) — прозаик, переводчица, детская писательница.

## Биография
Дочь солдата, отставного штабе-капитана. Получила домашнее образование. С середины 1860-х гг. жила в Петербурге. В 1868 году (по другим данным, в 1866) вышла замуж за Н. Ф. Бажина, который пробудил в ней «страсть к литературе». Дебютировала очерком «Дневник женщины» (1867; подпись Л. Нечаева). В рассказах и очерках Бажиной 1860―1870-х гг. с особым вниманием к социальным контрастам изображается «трудящийся люд» столичного города и нравы провинции. Бажина ― поборница женской эмансипации. Многие свои сочинения публиковала в журнале «Ваза»: роман-трилогия «Лотерея» (1869),
«Старая история» (1870) и «Самостоятельная жизнь» (1870), повесть «Увлечение» (1876; отдельное издание ― 1876), «Верный товарищ» (1877), «Из любви». Внимание Бажиной привлекали различные женские судьбы: героини рассказов «Полинька» (1874), «Клеврет» (1876) стали жертвами социальной несправедливости, повести «Диковинные люди» (1871), «Маленькое дело» (1872) посвящены женщинам, занимающимся общественно-полезным трудом (в т. ч. устройством школ, швейных и др. артелей). Бажина вошла в литературу со своей темой, одной из первых изобразив женскую учащуюся среду в очерках «Стипендиатка» (1874), «Умницы» (1877), «Храм чистоты и блеска» (1879), «Гордая» (1879). В этих произведениях отразились личные впечатления и наблюдения Бажиной, которая в начале 1870-х гг. училась в Повивальном институте в Петербурге. Рассказы Бажиной для детей, затрагивающие тему эксплуатации детского труда (1879―1888), собраны в книге «Блуждающие огоньки» (1891, 1899) и «Рассказы для детей» (1908, 1918).
Бажина занималась переводами с французского языка для «Русского богатства» (в 1880-е). Бажина являлась официальной издательницей журнала (1879-1882), «усердно» хлопотала за него перед цензурой. Ею переведены (1880―1882) «Воспоминания ссыльного» С. Майера (1881), роман «Старики старого времени» Эркмана-Шатриана, «Нума Руместан» А. Доде (1882), «Бакалавр» Ж. Валлеса; для «Наблюдателя» (1885―1887) ― ряд рассказов и совместно с мужем ― романы Э. Золя «Жерминаль», «Идеал», «Земля».
В 1888 году Бажина переехала в г. Свияжск. Из произведений последних лет критика выделила рассказы «Как Миша попал на фабрику» (под названием «Счастливчик» опубликован в «Детском чтении», 1879; отдельное издание ― 1894; 7-е издание ― 1918), «Татьяна Острожная» (1888) и «Эпитимия» (1890; отдельное издание ― 1890; 5-е издание ― 1903) . Авторы некрологов отозвались о Бажиной как о «даровитой труженице» и «талантливой переводчице».